# Antonio Gerardo D'Errico
Antonio Gerardo D'Errico (Monteverde, 21 aprile 1961) è uno scrittore e poeta italiano.

## Biografia
D'Errico è nato a Monteverde  nella provincia di Avellino,  nel 1986 ha conseguito la laurea in scienze biologiche all'Università Statale di Milano, con una tesi sperimentale sul dosaggio dell'enzima G6PD in soggetti portatori di anemia emolitica.
Nel 1990 il suo atto unico Silvia, l'amore dei trent'anni è messo in scena al teatro Olmetto di Milano. 
Frequenta nello stesso anno un corso di scrittura per autore televisivo, retto e condotto da Gustavo Palazio, collaboratore di Paolo Limiti.
L'attività teatrale di D'Errico gli è valsa una serie di pubblicazioni presso la collana di Teatro dell'editrice Elle Di Ci. Nel carcere delle Vallette di Torino ha condotto laboratori teatrali, dove agenti e detenuti hanno messo in scena alcune delle sue prime produzioni scritte, cimentandosi l'autore stesso nei panni di attore e regista. La compagnia teatrale ha sostenuto l'opera di don Innocenzo Ricci, un prete torinese impegnato nel recupero di ragazzi caduti nella spirale della droga. Hanno dato avvio al progetto denominato Carovana della Speranza che ha visto coinvolta la compagnia in un tour itinerante al fianco del sacerdote, partecipando anche a festival che li hanno portati fuori dai confini regionali, tra cui il festival di Ponte San Pietro in provincia di Bergamo. .
Nel 1998 gli è stato assegnato il premio Grinzane Pavese per il romanzo Testimoni d'amore edito da Elle DI Ci, con il sostegno del Gruppo Abele di Don Ciotti e un commento critico in quarta di copertina di monsignor Luigi Bettazzi.
Dal 2000 fino al 2004, Antonio D'Errico  ha iniziato una collaborazione con l'attore e poeta Donato Placido, dando forma a una serie di scritti, quali romanzi, sillogi poetiche e sceneggiature per il cinema e il teatro. Nel 2000 hanno dato alle stampe il loro primo lavoro realizzato insieme come coautori, il romanzo Montalto. Fino all'ultimo respiro, diario sentimentale.
Nell'agosto 2018, per i suoi lavori di interesse culturale e sociale, è stato premiato  nell'ambito della rassegna del gran gala delle Eccellenze irpine, organizzato dal Comune di Monteverde e la Pro loco.
Nel 2024 ha ricevuto nella stessa settimana due premi Speciali, il Montefiore Conca e il Piersanti Mattarella -Onlus Memoria nel cuore ,  con il suo ultimo lavoro: Viaggio Infinito - Al Rihla, edito da Homo Scrivens , che si onora della prefazione di Don Luigi Ciotti e là post di Younis Tawfik .

### Pubblicazioni
- A Piedi scalzi, Piemme, 1998, ISBN 978-88-384-3080-0.
- Testimoni d'Amore, ElleDiCi, 1998, ISBN 978-88-01-01079-4.
- Montalto. Fino all'ultimo respiro. Diario sentimentale, Giuseppe Laterza, 2000, ISBN 978-88-8231-122-3.
- Preghiere di tutti i giorni, silloge poetica, Effatà Editrice, 2002, ISBN 978-88-7402-029-4.
- Zenit, silloge poetica, Effatà Editrice, 2003, ISBN 978-88-7402-100-0.
- l'Incontro, romanzo, in una Milano che fa da sfondo nei violenti anni Settanta, due amici, un po’ vagabondi un po’ poeti, lontani dalla rivolta armata, danno fondo alla rivolta del cuore, Editrice Delta 3, 2004, ISBN 978-88-901256-7-6.

### Sceneggiature
- 2003, con Donato Placido, scrive il film Nuvole di passaggio, da un'idea di Maria Iazzetti Placido, madre dell'attore.
- 2004, con Donato Placido scrive il mediometraggio L'intuizione.

### Testi teatrali
- 1996, pubblica con la Elle Di Ci, edizioni Don Bosco l'opera teatrale Cristiano, una storia delicata ISBN 978-88-01-00676-6
- 1997, Gli occhi degli altri, commedia comico brillante, pubblicata da Elle Di Ci, edizioni Don Bosco ISBN 978-88-01-00981-1
- 2003 con Donato Placido scrive il monologo Colloqui di una sera coi muri.

### Romanzi, noir e biografie
- 2008, con F.lli Frilli Editori esce il suo primo lavoro di genere noir: Il Discepolo, ISBN 978-88-7606-340-4, terzo classificato alla votazione della giuria popolare del Premio Scerbanenco. Il noir affronta il delicato tema delle sette sataniche.
- 2011, esce Spostare l’Orizzonte, Come sopravvivere a quarant’anni di vita rock, biografia di Eugenio Finardi, scritta insieme al cantautore milanese, Rizzoli ISBN 978-88-17-04752-4.
- 2011 ritorna al noir, pubblicando La governante Tilde (Edizioni il Foglio), ISBN 978-88-7606-340-4, sul complicato mondo della scuola, con una breve presentazione proprio di Eugenio Finardi.
- 2012, pubblica la biografia su e con Marco Pannella, dal titolo Segnali di distensione, ISBN 978-88-96742-63-1, Anordest Edizioni.
- 2013, pubblica la biografia Roberto Straccia. Sogni infranti ISBN 978-88-96742-74-7 Anordest Edizioni, scritto con Mario Straccia, il padre dello studente marchigiano scomparso a Pescara il 14 dicembre del 2011.
- 2013, pubblica la biografia del percussionista napoletano Tony Cercola, dal titolo Come conquistare il mondo con una buatta ISBN 978-88-98651-12-2 Anordest Edizioni.
- 2014, esce Camorra, confessioni inedite di Mario Perrella, boss pentito del rione Traiano di Napoli ISBN 978-88-98651-12-2
- 2014, esce il romanzo Rapinatore per gioco, scritto con lo scrittore venezuelano Jorge Real, autore de Il volo del silenzio, uscito in Italia per Longanesi.
- 2015, esce Per rabbia e per amore. Neapolitan power e dintorni, ISBN 9788862318020, edito dalle edizioni Arcana. Il volume raccoglie gli incontri dell'autore con 11 grandi artisti dell'onda musicale napoletan-mediterranea. Vi è l'impronta di voci celebri, come James Senese, Enzo Gragnaniello, Peppe Barra, Eugenio Bennato, Tony Esposito, Pietra Montecorvino, Nello Daniele, Antonio Onorato, Mimmo Maglionico.
- 2015, 1º dicembre, Je sto vicino a te, la prima vera biografia su Pino Daniele, uscita per Mondadori scritta insieme a Nello Daniele, fratello di Pino.
- Luglio 2017 per i tipi di UMBERTO SOLETTI Editore, esce RED CARPET IN NOIR - Deliitto a Cinecittà.
- Marzo 2018 pubblica per i tipi di Letteratura Alternativa, La Locomotiva ISBN 978-8894815306; con la presentazione di Massimo Cotto
- Giugno 2018 per i tipi di Controluna edizioni, messaggerie distribuzione, edita la silloge poetica Amore trovati per strada
- Nel 2019 pubblica, insieme a Donato Placido, il memoir Dio e il cinema. Una vita maledetta tra cielo e terra, Ferrari Editore.
- Nel mese di marzo 2020 per Ensemble editore, pubblica con Donato Placido la raccolta poetica Catene codice ISBN 978-8868816148.
- Maggio 2020 esce Alunni del Sole, per Arcana editore, ISBN 88-6231-740-9 scritto con Bruno Morelli, fratello del compianto Paolo, voce e fondatore del noto gruppo musicale.
- Settembre 2022 pubblica il Noir Intrighi e morte sull’Adda. Le indagini del commissario Albani sui misteri del liceo, edizioni Frilli di Genova.
- Maggio 2024 pubblica Viaggio Infinito,  edizioni Homo Scrivens, ISBN 9788832783964  con la prefazione di Don Luigi Ciotti e postfazione dello scrittore iracheno Younis Tawfik. Il titolo ha vinto il Premio Special Best nell’ambito del prestigioso Premio Internazionale Montefiore in Conca e il riconoscimento del Premio Speciale Piersanti Mattarella – Onlus La memoria nel cuore – per la solidarietà e il senso civico.
- Aprile 2025 dà alle stampe il volume Un Giudice, quando la realtà della giustizia è riflesso di una canzone di Faber, Edizioni Pan di Lettere, Roma, ISBN 9791280785275, con la prefazione di Matteo Hallissey e postfazione di Rita Bernardini.